# 二次域
在代數數論中，二次域是在有理數域{\displaystyle \mathbb {Q} }上次數為二的數域。二次域可以唯一地表成{\displaystyle \mathbb {Q} ({\sqrt {d}})}，其中{\displaystyle d}無平方數因數。若{\displaystyle d>0}，稱之為實二次域；否則稱為虛二次域或複二次域。虛實之分在於{\displaystyle \mathbb {Q} ({\sqrt {d}})}是否為全實域
二次域的 研究肇源甚早，起初是作為二次型理論的一支。二次域是代數數論的基本對象之一，雖然如此，至今仍有一些未解猜想，如類數問題。

## 整數環與判別式
二次域{\displaystyle K:=\mathbb {Q} ({\sqrt {d}})}裡的整數環{\displaystyle {\mathcal {O}}_{K}}定義為該域中的代數整數。當{\displaystyle d\equiv 1\mod 4}時，整數環可描述為{\displaystyle \mathbb {Z} ({\frac {1+{\sqrt {d}}}{2}})}，否則為{\displaystyle \mathbb {Z} ({\sqrt {d}})}。當{\displaystyle d=-1}時，這些整數稱為高斯整數，當{\displaystyle d=-3}時，稱為艾森斯坦整數。
根據上述描述，{\displaystyle K}的判別式不難計算：當{\displaystyle d\equiv 1\mod 4}時判別式為{\displaystyle d}，否則則為{\displaystyle 4d}。

## 二次域上的分歧理論
設{\displaystyle K:=\mathbb {Q} ({\sqrt {d}})}，{\displaystyle p\in \mathbb {Z} }為素數。數論關注的問題是{\displaystyle (p):=p{\mathcal {O}}_{K}}如何在{\displaystyle {\mathcal {O}}_{K}}中分解成素理想之積。根據數域的分歧理論，應考慮以下情形：
- {\displaystyle p}是慣性的：{\displaystyle p{\mathcal {O}}_{K}}仍為素理想，此時{\displaystyle {\mathcal {O}}_{K}/(p)\simeq \mathbb {F} _{p^{2}}}。
- {\displaystyle p}分裂：{\displaystyle (p)}為兩個相異素理想之積，此時{\displaystyle {\mathcal {O}}_{K}/(p)\simeq \mathbb {F} _{p}^{2}}。
- {\displaystyle p}分歧：{\displaystyle (p)}為某個素理想之平方，此時{\displaystyle {\mathcal {O}}_{K}/(p)}含有非零的冪零元。

根據之前對判別式的計算，可知{\displaystyle p}分歧當且僅當{\displaystyle p}整除{\displaystyle K}的判別式（{\displaystyle d}或{\displaystyle 4d}，取決於{\displaystyle d\mod 4}）；對其餘無窮多個素數，前兩個情形皆會發生，而且其機率在某種意義上相等。

### 素p分圆域和二次域
分圆域素p（p＞2）次根群所产生二次子域，也是伽罗瓦理论（埃瓦里斯特·伽罗瓦）的一个结论，在有理域上有惟一指数2Galois子群，二次域特例d=-1时成称高斯整环，有判别式p的p=4N+1-P，P = 4N +3才有素分解，高斯整环分歧条件叫高斯周期（Gaussian period）。

### 其他的分圆域
如果一个分圆域，他们有额外的2-扭伽罗瓦群，那麽就至少包含三个二次域。一般通过分圆域二次子域的判别式D的可以得到D次单位根组成的子域（D-th roots of unity）。这表示一个事实，即二次域的前导子（conductor） 是判别式D的绝对赋值 （value） 。